# Megachile lineatula
Megachile lineatula är en biart som beskrevs av Cockerell 1937. Megachile lineatula ingår i släktet tapetserarbin, och familjen buksamlarbin. Inga underarter finns listade i Catalogue of Life.